# M.O.P.

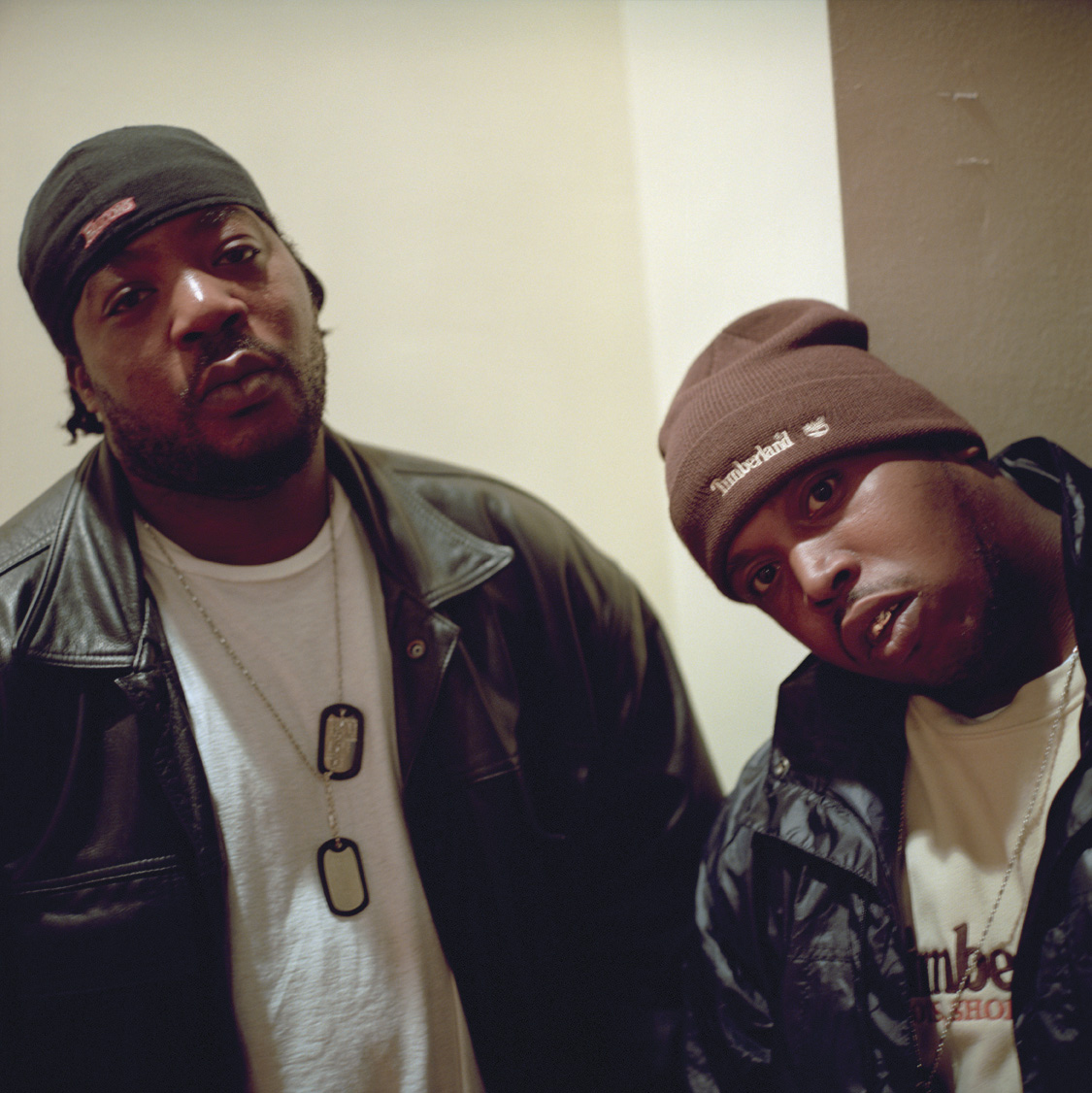

M.O.P는 미국의 힙합듀오이다. Mash Out Posse에 약자로 쓰였으며, 'Billy Danze' 과 'Lil' Fame'으로 이루어졌다. 그들은 앨범 'Warriorz'로 오버그라운드에 데뷔했으며, 빈번히 프로듀서인 디제이 프리미어와 작업한다.

## 약력

### 결성
'Billy Danze' 과 'Lil' Fame'은 미국 브루클린에서 결성했다.1992년 컴필레이션 앨범에 참여하고, 1994년에 언더그라운드 첫 앨범 'To the Death'를 발매했다.이 앨범의 감독은 'Hype Williams'이며,작은 레이블인 'Relativity Records'와 계약한다.
1997년 두 번째 앨범인 'Firing Squad'을 발매한다.앨범에는 빅 재즈, 쿨 지 랩, 디제이 프리미어 등이 참여했다.또한 갱 스타, 디제이 프리미어 등이 소속돼 있는 'Relativity Record'에 픽업된다.
1998년 세 번째 앨범인 'First Family 4 Life'을 발매, 제이 지, 디제이 프리미어 등이 참여한다.

### 유명세
2000년 오버그라운드 앨범인 'Warriorz'로 컴백한다.이때 그들은 라우드 레코드와 계약하고,첫 싱글인 'Ante Up'으로 히트를 친다.2001년 리믹스 버전에는 버스타 라임즈,'리미 마틴'이 참여한다.같은해 그들은 팝그룹 'LFO'와 합작을 하며,빌보드 핫 싱글에서 40위를 거둔다.
2002년 라우드 레코드의 파트너 회사인 소니 뮤직 엔터테인먼트/콜롬비아 레코드와 계약한다.후에 그들은 제이 지와 데몬 데쉬의 회사인 락커펠라 레코드에 픽업된다.같은해 제이 지의 앨범인 ' The Blueprint 2: The Gift & the Curse'의 참여한다.
2004년 락그룹 린킨파크의 'Project Revolution Tour'에 참여한다.같은해 락커펠라 레코드가 데프잼에 인수되고, 제이 지가 사장에 오르면서, 데몬 데쉬는 락커펠라 레코드를 분리한다.데몬 데쉬는 자신의 분리회사인 데몬 데쉬 뮤직 그룹에 그들을 픽업시킨다.
2006년 세 번째 앨범인 'Ghetto Warface'를 발매한다.제이 지, 맴피스 블릭 등이 참여했으며,이 앨범에 수록된 곡들은 영화 '나쁜 녀석들 II' 등의 영화 O.S.T와 비디오 게임에 쓰인다.

### 현재
2005년 6월 그들은 50 센트의 회사인 G-Unit Record와 계약한다.또한 그때 퀸즈브릿 랩듀오 맙딥도 픽업된다.그들은 50 센트의 'Get Rich or Die Tryin'의 사운드트랙에 참여한다.같은해 컴필레이션 믹스테잎인 'St. Marxmen'을 발표한다.게스트로는 50 센트, 제이 지, 올 더티 바스타드가 참여한다.
2008년 그들은 G-Unit Record에서 탈퇴한다.2009년 'E1 Music'과 새 계약을 했다.현재 발매될 앨범인 'The Foundation'에는 버스타 라임즈, 제이다키스, 비니 시겔, 레드맨 등이 참여할 예정이다.
2008년 WWE에 선수인 존시나가 그들의 'Ante up'을 표절했다고 말했으며,약 150만달러의 손해를 받다.